# Handball.net
handball.net ist eine deutsche Datenbank für Spiel- und Ergebnisdaten des Deutschen Handballbundes. Sie wird mithilfe des Dienstleisters Tickaroo betrieben.

## Geschichte

Wortmarke

Die Spieldatenplattform wurde im Herbst 2021 als einheitliches Handball-Portal in Deutschland für Spiel- und Ergebnisdaten im Auftrag des Deutschen Handballbundes entwickelt. Dabei wurden unter anderem die Daten aus bestehenden Spieldatenprogrammen wie Sportradar, nuLiga und Handball4all zusammengeführt.
2023 nutzten bereits 300.000 Nutzer die Plattform monatlich.

## Angebot
Die Plattform enthält Daten der Bundesliga, 2. Bundesliga und 3. Liga der Männer und Bundesliga, 2. Bundesliga und 3. Liga der Frauen, sowie der Jugendbundesligen des DHB. Darüber hinaus werden die Daten der Amateurligen von 19 der 21 Landesverbände des DHB zusammengeführt.
Im handball.net-Livecenter werden Livestreams der 3. Liga übertragen. Neben den Ligen und Pokalwettbewerben gibt es zudem Kampagnen für besondere Ereignisse, wie die Europameisterschaft der Männer 2024.